# John Seymour (19e duc de Somerset)
Pour les articles homonymes, voir John Seymour et Seymour.
John Michael Edward Seymour, né le 30 décembre 1952, 19e duc de Somerset, est le fils de Percy Seymour (1910–1984), 18e duc de Somerset (depuis 1954).

## Biographie
Formé à Hawtreys et au Collège d'Eton, il se qualifie comme arpenteur agréé avant de succéder au Duché en 1984 à la mort de son père. Ayant perdu son siège à la Chambre des Lords en vertu de la Chambre des Lords Act 1999, il est élu aux élections partielles de décembre 2014 à la Chambre des Lords , pour siéger en tant que lord héréditaire à la Chambre des lords. 
Le siège principal du duc est Bradley House Wiltshire, et il possède également Berry Pomeroy Castle dans le Devon.
Il est nommé lieutenant adjoint pour Wiltshire en 1993 et pour Devon en 2003. 
Le duc et son épouse sont les mécènes et les hôtes officiels du bal de la reine Charlotte. 

## Famille
Le duc actuel est le fils de Percy Seymour, 18e duc de Somerset , et de Jane née Thomas (décédée en 2005). Sa grand-mère paternelle, Edith Mary Parker, est la fille de William Parker et de Lucinda Steeves, fille de William Steeves, l'un des pères de la Confédération canadienne .
Il épouse à l'église All Saints, Maiden Bradley, le 20 mai 1978, Judith-Rose Hull, fille de John Folliott Hull; le duc et la duchesse ont quatre enfants:
- Sebastian Edward, baron Seymour (né au Queen Charlotte's Hospital, Londres, 3 février 1982), m. 27 août 2006 Arlette Marie Léontine, fille de Daniel Lafayeedney, de La Grasse, France, divorcée en 2011.
- Sophia Rose Seymour (née en 1987)
- Henrietta Charlotte Seymour (née en 1989)
- Charles Thomas George Seymour (né en 1992).